# 惟勤 (清朝)
惟勤（1788年7月10日—1863年8月4日），字鉴堂，镶蓝旗宗室，追尊庄亲王舒尔哈齐九世孙。清朝官员，进士出身。

## 生平
乾隆五十三年戊申六月初七日辰時生，嘉庆十三年八月中式戊辰科文举人，十四年三月中式己巳科文进士，十八年十二月因事降二级别，二十一年四月授七品筆帖式，二十五年七月因事革去筆帖式。
道光五年补七品筆帖式，七年十月授詹事府右贊善，十一月授左贊善，十一年六月授右中允、七月授翰林院侍講，十三年正月授侍讀、七月授侍講學士、九月授侍讀學士、本月授詹事府少詹事，十四年四月授詹事、八月授都察院副都御史；十五年閏六月授理藩院右侍郎、九月緣事降二級、十月賞頭等侍衛、吐魯番副都統，十九年三月授都察院左都御史，二十年六月授盛京戶部侍郎，二十二年十一月調補兵部右侍郎，十二月授正黃旗漢軍副都統，二十三年授烏魯木齊都統，二十九年六月調補熱河都統。
咸豐元年二月，其职务被免，惟勤隨後回旗調理，四年五月退休，同治二年癸亥六月廿日寅時去世，虚岁七十六。
与亲家镶白旗满洲、陝西潼商道成瑞（胞弟进士敬和）相唱和（载成瑞《薜荔山莊詩文稿》卷一）。

## 家庭
- 先祖莊親王舒爾哈齊。
- 子宗室鍾岱，泰寧鎮總兵兼管內務府大臣。
- 子宗室鍾霖（字季膏），佐领、兵部郎中。嫡妻彥佳氏（父镶白旗满洲、陝西潼商道成瑞，胞叔道光二十年（1840年）庚子科进士敬和）。继妻伊爾根覺羅氏（父正红旗满洲、湖南按察使文發）。
- 女愛新覺羅氏，嫁鑲黃旗蒙古額爾德特氏同福。其子同治戊辰科進士錫珍；女錫婉，嫁宗室溥楣（父宗室載釗，祖父多羅貝勒奕繪，祖母西林覺羅氏鄂春即顧太清）。